# Världsmästerskapen i skidflygning 2016
Världsmästerskapen i skidflygning 2016 genomfördes i Kulm i Bad Mitterndorf, Steiermark, Österrike under perioden 15-17 januari 2016. Kulm anordnade även tävlingarna åren 1975, 1986, 1996 och 2006.

## Individuellt
Den individuella tävlingen genomfördes 15-16 januari 2016. Den sista och fjärde hoppomgången som skulle ha genomförts ställdes in på grund av starka vindar, tävlingen avgjordes således i tre omgångar.
| Medalj | Hoppare                  | Poäng |
| Guld   | Peter Prevc (Slovenien)  | 640,1 |
| Silver | Kenneth Gangnes (Norge)  | 636,8 |
| Brons  | Stefan Kraft (Österrike) | 629,2 |

## Lagtävling
Lagtävlingen genomfördes 17 januari 2016.
| Medalj | Hoppare                                                                       | Poäng  |
| Guld   | Norge Anders Fannemel Johann André Forfang Daniel-André Tande Kenneth Gangnes | 1467,7 |
| Silver | Tyskland Andreas Wellinger Stephan Leyhe Richard Freitag Severin Freund       | 1357,3 |
| Brons  | Österrike Stefan Kraft Manuel Poppinger Manuel Fettner Michael Hayböck        | 1310,4 |

## Medaljfördelning
| Rank  | Nation    | Guld | Silver | Brons | Totalt |
| ----- | --------- | ---- | ------ | ----- | ------ |
| 1     | Norge     | 1    | 1      | 0     | 2      |
| 2     | Slovenien | 1    | 0      | 0     | 1      |
| 3     | Tyskland  | 0    | 1      | 0     | 1      |
| 4     | Österrike | 0    | 0      | 2     | 2      |
| Total | Total     | 2    | 2      | 2     | 6      |

### Fotnoter
1. ↑  skifliegen.at - THE HISTORY OF KULM. Arkiverad 22 december 2015 hämtat från the Wayback Machine. – läst 22 december 2015.
2. ↑  FIS Ski-flying World Championships 2016 Individividual official results. – läst 20 januari 2016.
3. ↑  FIS Ski-flying World Championships 2016 Team official results. – läst 20 januari 2016.